# Brian Maisonneuve
Brian Maisonneuve (Warren, 28 giugno 1973) è un allenatore di calcio ed ex calciatore statunitense, di ruolo centrocampista. Ha partecipato al campionato del mondo 1998.

## Carriera

### Club
Ha giocato tutta la sua carriera con il Columbus Crew, ritirandosi alla relativamente giovane età di 31 anni.

### Nazionale
Ha fatto parte della rosa della nazionale di calcio statunitense a Francia 1998, totalizzando 13 presenze nella sua carriera internazionale.

## Palmarès

### Club

#### Competizioni nazionali
- MLS Supporters' Shield: 1

Columbus Crew: 2004
- Lamar Hunt U.S. Open Cup: 1

Columbus Crew: 2002